# Grammy Award alla miglior interpretazione pop solista
Il Grammy Award alla miglior interpretazione pop solista (Grammy Award for Best Pop Solo Performance) è un premio dei Grammy Award conferito dalla National Academy of Recording Arts and Sciences per la qualità della migliore interpretazione di genere pop di un artista solista. La categoria del premio è stata stabilita nel 2012 come fusione delle categorie miglior interpretazione pop vocale femminile, miglior interpretazione pop vocale maschile e miglior interpretazione pop strumentale.

## Vincitori e candidati

### Anni 2010
- 2012
  - Adele – Someone like You
  - Lady Gaga – Yoü and I
  - Bruno Mars – Grenade
  - Katy Perry – Firework
  - P!nk – F**kin' Perfect
- 2013

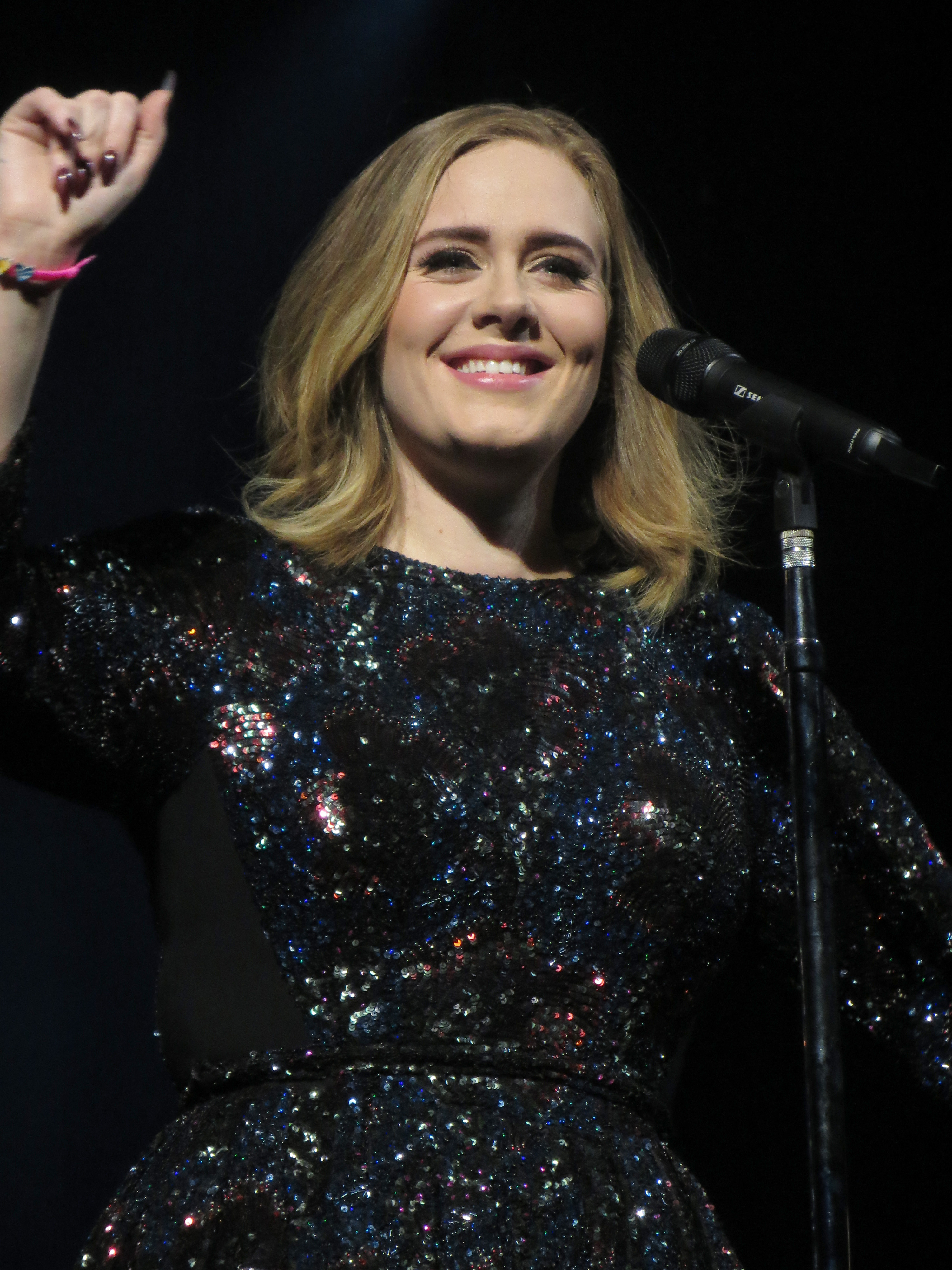
Adele ha vinto un totale di 4 premi in questa categoria.

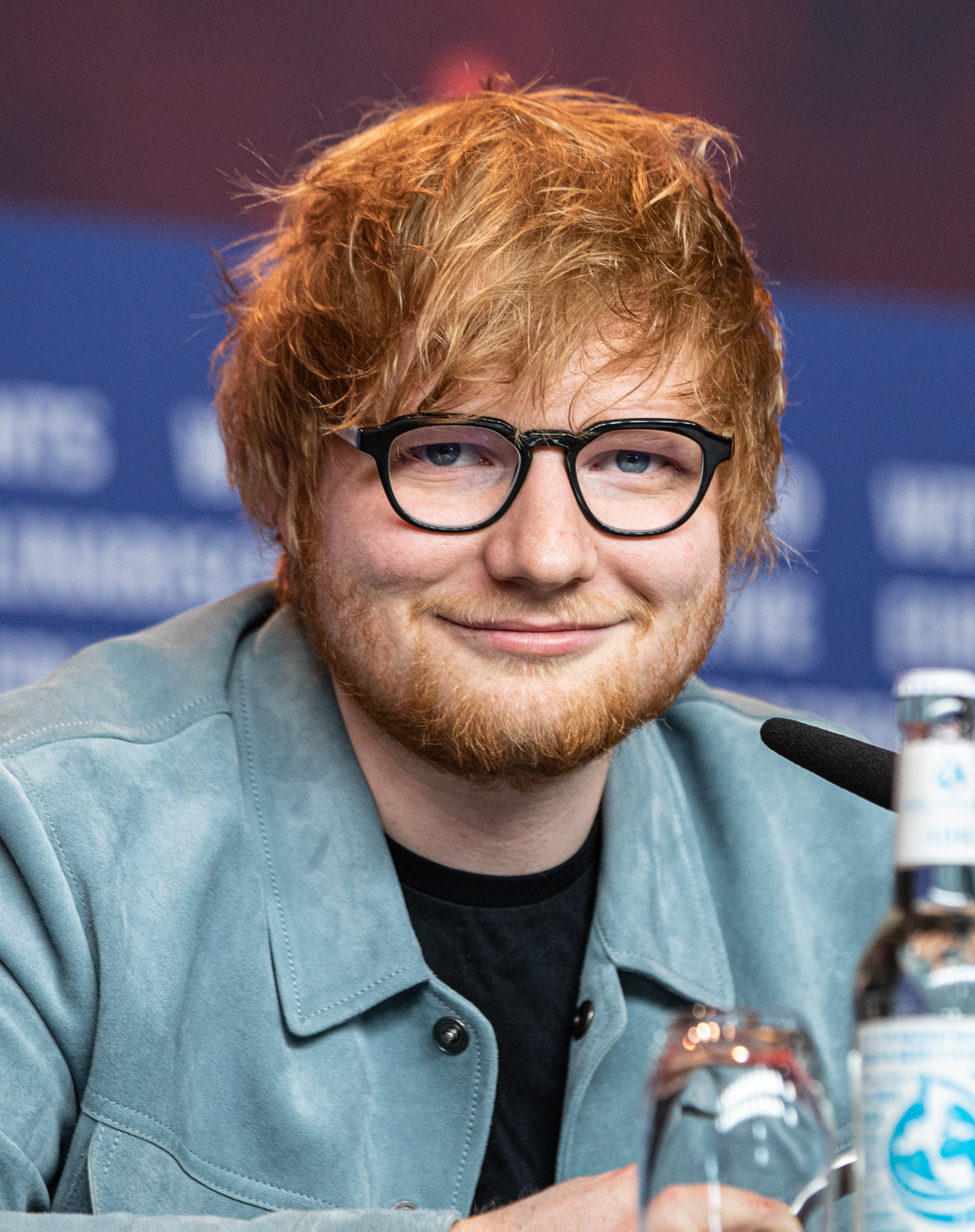
Ed Sheeran ha vinto nel 2016 e nel 2018.

  - Adele – Set Fire to the Rain (Live)
  - Kelly Clarkson – What Doesn't Kill You (Stronger)
  - Carly Rae Jepsen – Call Me Maybe
  - Katy Perry – Wide Awake
  - Rihanna – Where Have You Been
- 2014[1]
  - Lorde – Royals
  - Sara Bareilles – Brave
  - Bruno Mars – When I Was Your Man
  - Katy Perry – Roar
  - Justin Timberlake – Mirrors
- 2015[2]
  - Pharrell Williams – Happy (Live)
  - John Legend – All of Me (Live)
  - Sia – Chandelier
  - Sam Smith – Stay with Me (Darkchild Version)
  - Taylor Swift – Shake It Off
- 2016
  - Ed Sheeran – Thinking Out Loud
  - Kelly Clarkson – Heartbeat Song
  - Ellie Goulding – Love Me like You Do
  - Taylor Swift – Blank Space
  - The Weeknd – Can't Feel My Face
- 2017
  - Adele – Hello
  - Beyoncé – Hold Up
  - Justin Bieber – Love Yourself
  - Kelly Clarkson – Piece by Piece (Idol Version)
  - Ariana Grande – Dangerous Woman
- 2018
  - Ed Sheeran – Shape of You
  - Kelly Clarkson – Love So Soft
  - Kesha – Praying
  - Lady Gaga – Million Reasons
  - P!nk – What About Us
- 2019
  - Lady Gaga – Joanne (Where Do You Think You're Goin'?)
  - Beck – Colors
  - Camila Cabello – Havana (Live)
  - Ariana Grande – God Is a Woman
  - Post Malone – Better Now

### Anni 2020
- 2020
  - Lizzo – Truth Hurts
  - Beyoncé – Spirit
  - Billie Eilish – Bad Guy
  - Ariana Grande – 7 Rings

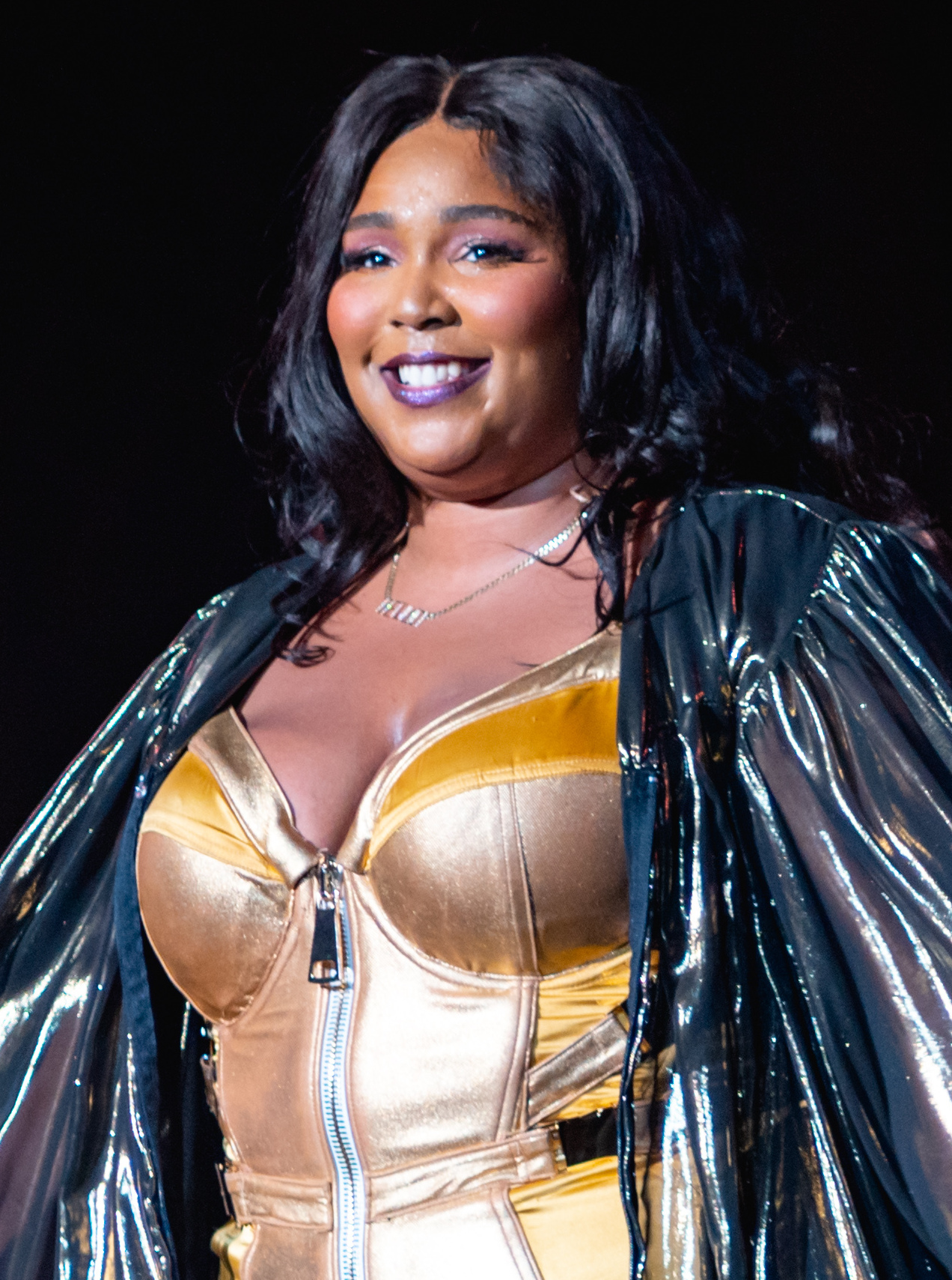
Lizzo ha vinto nel 2020 per Truth Hurts ed è stata candidata nel 2023 per About Damn Time.

  - Taylor Swift – You Need to Calm Down
- 2021
  - Harry Styles – Watermelon Sugar
  - Justin Bieber – Yummy
  - Doja Cat – Say So
  - Billie Eilish – Everything I Wanted
  - Dua Lipa – Don't Start Now
  - Taylor Swift – Cardigan
- 2022[3]
  - Olivia Rodrigo – Drivers License
  - Justin Bieber – Anyone
  - Brandi Carlile – Right on Time
  - Billie Eilish – Happier than Ever
  - Ariana Grande – Positions
- 2023[4]
  - Adele – Easy on Me
  - Bad Bunny – Moscow Mule
  - Doja Cat – Woman
  - Steve Lacy – Bad Habit
  - Lizzo – About Damn Time
  - Harry Styles – As It Was
- 2024[5][6]
  - Miley Cyrus - Flowers
  - Billie Eilish - What Was I Made For?
  - Doja Cat - Paint the Town Red
  - Olivia Rodrigo - Vampire
  - Taylor Swift - Anti-Hero

- 2025[7]
  - Sabrina Carpenter – Espresso
  - Beyoncé – Bodyguard
  - Charli XCX – Apple
  - Billie Eilish – Birds of a Feather
  - Chappell Roan – Good Luck, Babe!